# 주일 타이베이 경제문화대표처
주일 타이베이 경제문화대표처(중국어: 臺北駐日經濟文化代表處, 일본어: 台北駐日経済文化代表処, 영어: Taipei Economic and Cultural Representative Office in Japan) 또는 중화민국 주일본 대표처(중국어: 中華民國駐日本代表處)는 일본에 주재하는 중화민국의 대사관급 연락사무소이다. 주일 중화민국 대사관의 역할을 하고 있으나, 하나의 중국 정책의 영향으로 인해 비공식적인 외교 임무를 수행하기 위해 대사관이 아닌 타이베이 대표부 형식으로 개설하였다.
중화민국 외교부는 대사관(大使館)에 해당하는 외교 공관의 명칭을 대표처(代表處)라고 호칭하는데 이에 따라 일본에 주재하는 대표처의 명칭을 중화민국 주일본 대표처(中華民國駐日本代表處)라고 부른다. 수장에 해당하는 처장은 2012년 9월 1일부터 대내적으로는 대사(大使)라고 호칭하고 대외적으로는 대표(代表)라고 호칭하고 있으며 현 대표는 셰창팅(謝長廷)이다. 대표처의 본부는 도쿄도 미나토구 시로카네다이 5정목 20번지 2호에 위치해 있고 일본 각지에 총영사관에 해당하는 판사처(辦事處) 및 분처(分處)가 5개 설치되어 있다.

## 역사
1972년 9월 29일을 기해 일본과 중화인민공화국이 외교 관계를 수립하면서 동시에 하나의 중국 정책에 의거하여 중화민국과의 외교 관계는 단절되었다. 1972년 12월 2일 중화민국 행정원은 아동관계협회(亞東關係協會, 현재의 대만일본관계협회(臺灣日本關係協會))를 설치해 일본 관련 사무를 전담시켰다. 1992년에는 아동관계협회 도쿄 사무처의 명칭이 주일 타이베이 경제문화 대표처로 변경되었다. 일본은 중화민국에 일본대만교류협회 타이베이 사무소, 가오슝 사무소를 두고 있다.

## 역대 주일 타이베이 대표
- 1973년 ~ 1985년: 마수리 (馬樹禮)
- 1985년 ~ 1986년: 마오쑹녠 (毛松年)
- 1986년 ~ 1990년: 마지좡 (馬紀壯)
- 1990년 ~ 1991년: 장샤오우 (蔣孝武)
- 1991년 ~ 1993년: 쉬수이더 (許水德)
- 1993년 ~ 1996년: 린진징 (林金莖)
- 1996년 ~ 2000년: 좡밍야오 (莊銘耀)
- 2000년 ~ 2004년: 뤄푸취안 (羅福全)
- 2004년 ~ 2008년: 쉬스카이 (許世楷)
- 2008년 ~ 2012년: 펑지타이 (馮寄台)
- 2012년 ~ 2016년: 선쓰춘 (沈斯淳)
- 2016년 ~ 현재: 셰창팅 (謝長廷)

## 사무처 및 영사관할구역
| 사무처 | 사무처                                         | 소재지                       | 영사관할구역 |
| ------ | ---------------------------------------------- | ---------------------------- | --- |
|        | 주일 타이베이 경제문화대표처                   | 도쿄도 미나토구 시로카네다이 | 일본 도쿄도, 아오모리현, 이와테현, 미야기현, 아키타현, 후쿠시마현, 이바라키현, 도치기현, 군마현, 사이타마현, 지바현, 니가타현, 야마가타현, 야마나시현, 나가노현                                         |
|        | 주오사카 타이베이 경제문화판사처               | 오사카부 오사카시 기타구     | 일본 기후현, 아이치현, 시가현, 교토부, 오사카부, 효고현, 도야마현, 이시카와현, 후쿠이현, 미에현, 나라현, 와카야마현, 오카야마현, 히로시마현, 돗토리현, 시마네현, 에히메현, 도쿠시마현, 고치현, 가가와현 |
|        | 주일 타이베이 경제문화대표처 요코하마 분처     | 가나가와현 요코하마시 나카구 | 일본 가나가와현, 시즈오카현 |
|        | 주일 타이베이 경제문화대표처 나하 분처         | 오키나와현 나하시            | 일본 오키나와현 |
|        | 주일 타이베이 경제문화대표처 삿포로 분처       | 홋카이도 삿포로시 주오구     | 일본 홋카이도 |
|        | 주오사카 타이베이 경제문화판사처 후쿠오카 분처 | 후쿠오카현 후쿠오카시 주오구 | 일본 후쿠오카현, 구마모토현, 오이타현, 미야자키현, 가고시마현, 나가사키현, 사가현, 야마구치현 |

## 같이 보기
- 중화민국 외교부
- 일본 주재 외국공관 목록
- 타이베이 대표부
- 일본대만교류협회
- 일본-타이완 관계